# Smart ForFour

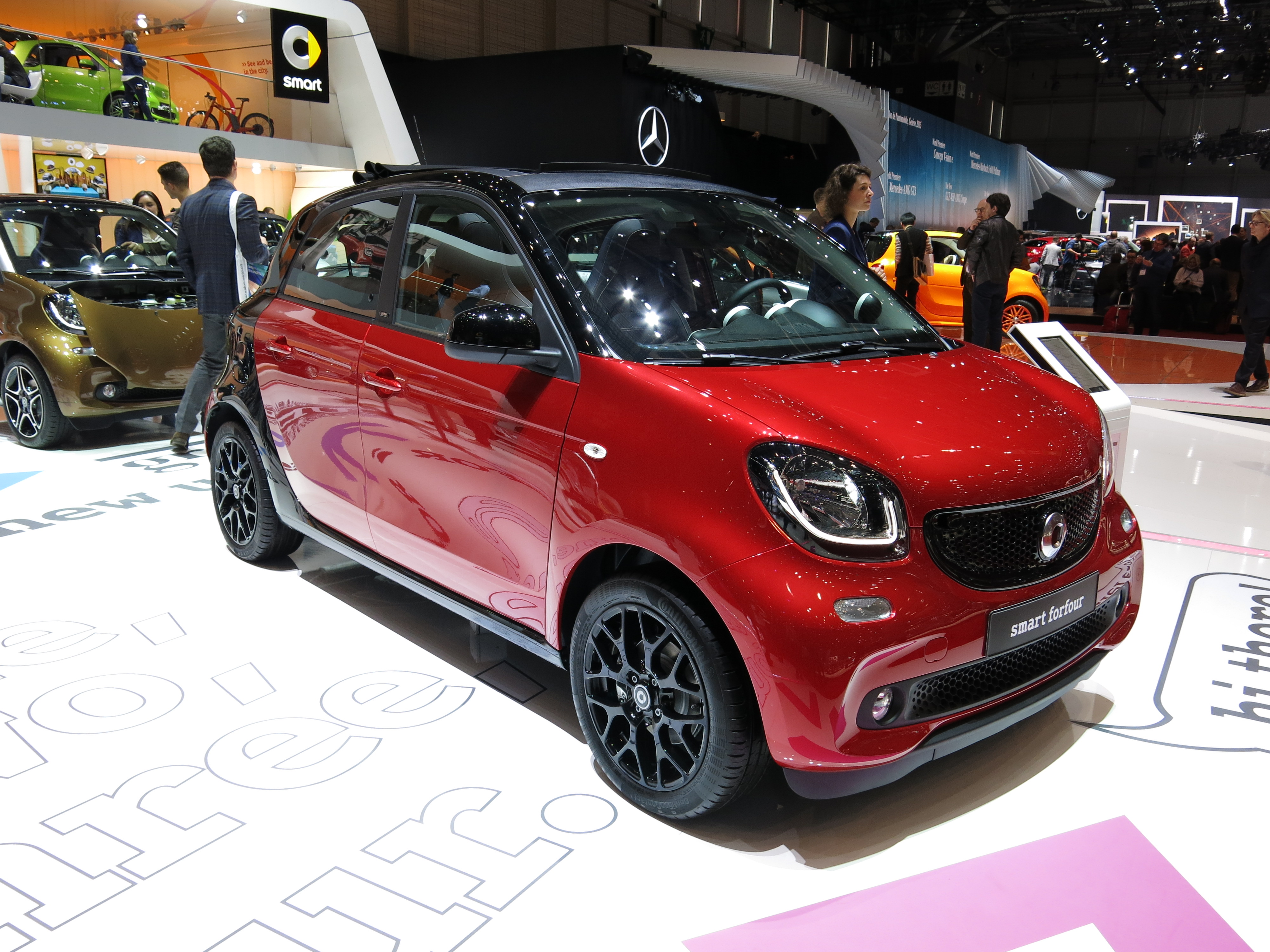
Smart ForFour (W453) op de autosalon van Genève, 2015

De Smart ForFour is een automodel van Smart. Met het model breidde het merk zijn assortiment uit met een auto met meer dan twee zitplaatsen. Het is een hatchback in de compacte klasse waarvan twee generaties zijn verschenen. De eerste generatie werd tussen 2004 tot 2006 verkocht (vierdeurs, motor voorin), de tweede generatie verscheen in 2014 (vierdeurs, motor achterin).

## Eerste generatie (W454, 2004-2006)
De eerste generatie ForFour werd in 2004 op de markt gebracht en werd geproduceerd door NedCar in het Nederlandse Born, in samenwerking met Mitsubishi Motors. Dit is dezelfde fabriek die Volvo 300-serie produceerde in de jaren 70 en 80 en de Volvo V40 in de jaren 90. De eerste generatie ForFour staat op hetzelfde platform als de Mitsubishi Colt, die ook bij NedCar geproduceerd werd. De productie van dat automodel is eind 2012 stopgezet.

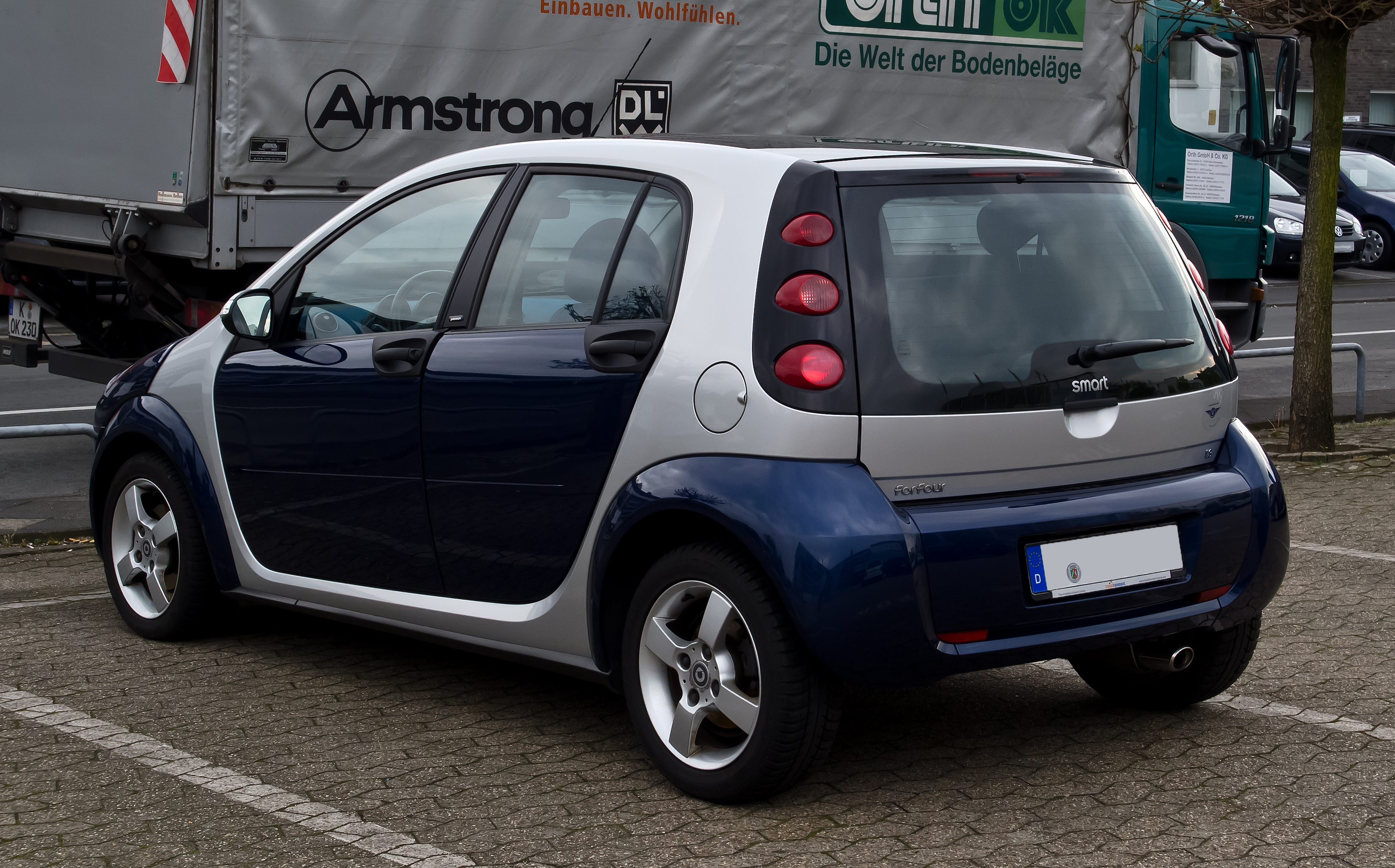
ForFour (W454), achteraanzicht

De ForFour was verkrijgbaar met een 1000 cc of 1100 cc driecilinder en twee viercilinders: de 1300 cc of 1500 cc. De Forfour was verkrijgbaar met een handgeschakelde versnellingsbak met vijf versnellingen of een sequentiële, geautomatiseerde handgeschakelde zesversnellingsbak.
Evenals bij de andere Smarts was de "Tridon"-veiligheidskooi aan de buitenzijde zichtbaar. Deze sterke constructie was in een andere kleur uitgevoerd dan het overige plaatwerk.
In maart 2006 maakte het Duitse autoconcern DaimlerChrysler bekend af te willen van de Smart ForFour, door tegenvallende verkopen werd de productie in 2006 gestaakt. In Nederland werden in totaal over de jaren 2004, 2005 en 2006 ongeveer 2.500 ForFours verkocht.

## Tweede generatie (W453, 2014-heden)
Na een onderbreking van acht jaar debuteerde de tweede generatie ForFour in juli 2014, waarbij het platform werd gedeeld met de derde generatie Renault Twingo (vierdeurs, motor achterin) en de techniek met de derde generatie Smart Fortwo (tweedeurs, motor achterin). De tweede generatie (W 453) is ontwikkeld in samenwerking met Renault en wordt geproduceerd door Renault-dochter Revoz in Novo Mesto (Slovenië).
Het ontwerp van de tweede generatie is gebaseerd op de vorm van zijn voorganger met de Tridion-veiligheidskooi. Met 3,49 meter lengte is de W 453 26 cm korter en met 1,66 m breedte ongeveer 2 cm smaller dan de eerste generatie. De hoogte is met 10 cm toegenomen tot 1,55 meter. De wielbasis is ongeveer 2,49 m en bleef daarmee vrijwel ongewijzigd. Door de achterin geplaatste motor wordt de stuurhoek van de voorwielen niet beperkt door scharnierende aandrijfassen. Daarom kon de draaicirkel van 11,15 meter (links) en 10,65 meter (rechts) tot 8,65 meter (tussen trottoirs) en 8,95 meter (tussen de wanden) worden teruggebacht, wat bijna overeenkomt met de ForTwo (serie 451). Kenmerkend voor het ontwerp van de tweede generatie is de grote grille met honingraatpatroon en een groter merkembleem. De koplampen hebben de vorm van een ruit.
Twee benzinemotoren werden aangeboden, beide met drie cilinders in lijn: een 1,0 liter motor met een vermogen van 52 kW (71 pk) en een 0,9 liter turbomotor met een vermogen van 66 kW (90 pk). Begin 2015 kwam een versie van de 1,0 liter motor met tot 45 kW (61 pk) verlaagd vermogen op de markt. Alle motoren voldoen aan de Euro6-emissienorm en hebben een standaard automatisch start-stopsysteem. De Standaard wordt een handgeschakelde vijfversnellingsbak gemonteerd, op verzoek is een zesversnellingsbak met dubbele koppeling leverbaar.
Een bijzonderheid in deze klasse is de standaard zijwindassistent, die begint bij een snelheid van 80 km/u. Standaard wordt de ForFour geleverd met een bestuurdersairbag, een passagiersairbag, zijairbags voor de bestuurder en voorpassagier en een knieairbag voor de bestuurder. Daimler is de eerste fabrikant in deze klasse die standaard driepuntsgordels met gordelspanners en gordelkrachtbegrenzing op de achterbank installeert.

### Electric drive
Op de autosalon van Parijs in 2016 werd een elektrische versie van de tweede generatie gepresenteerd. De marktintroductie vond plaats op 10 maart 2017. Deze uitvoering is te herkennen aan de witte letters op de voor- en achterzijde en de Tridion-kooi en de buitenspiegels kunnen in groen worden uitgevoerd. De toerenteller van de verbrandingsmotoren werd vervangen door een vermogensmeter.

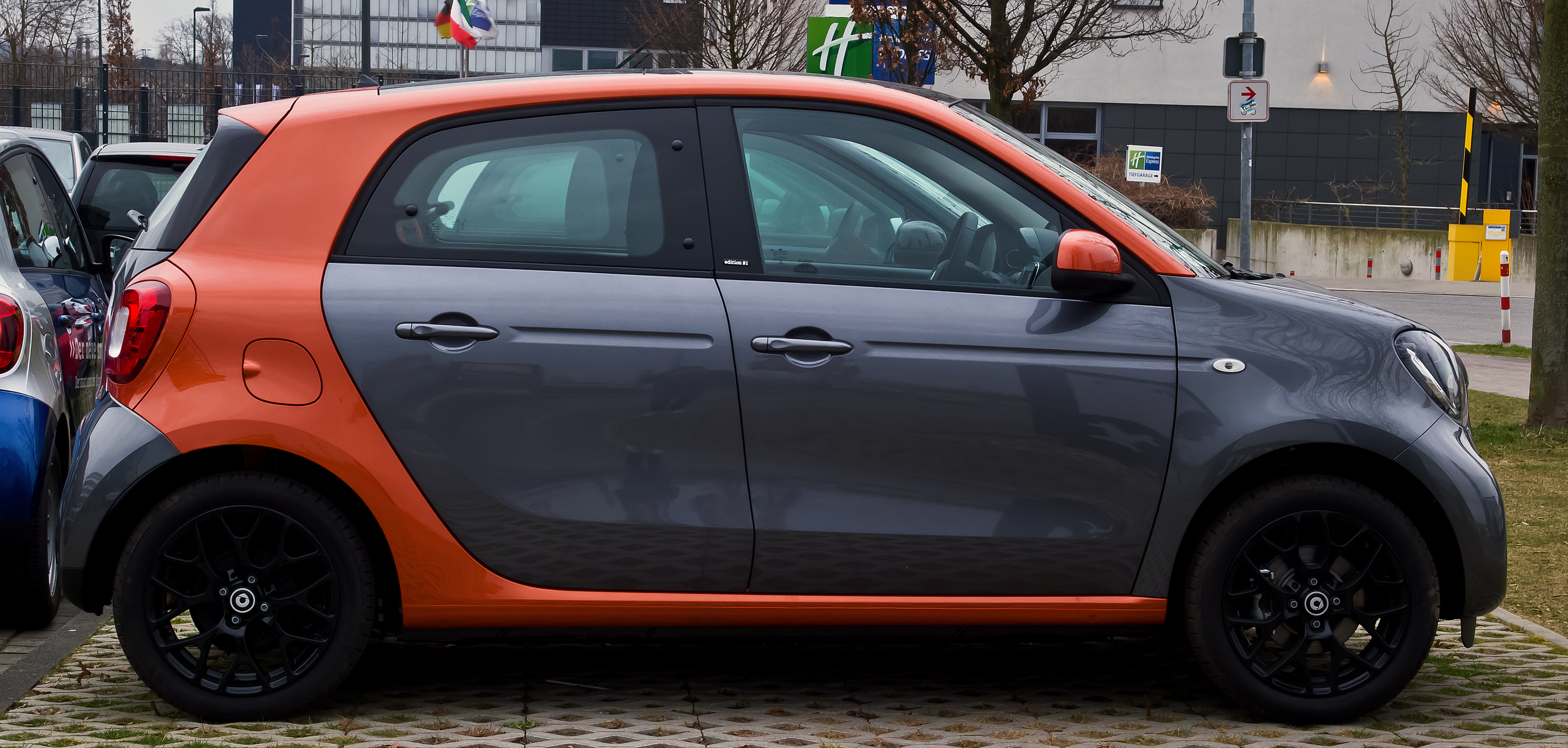
ForFour (W453), zijaanzicht
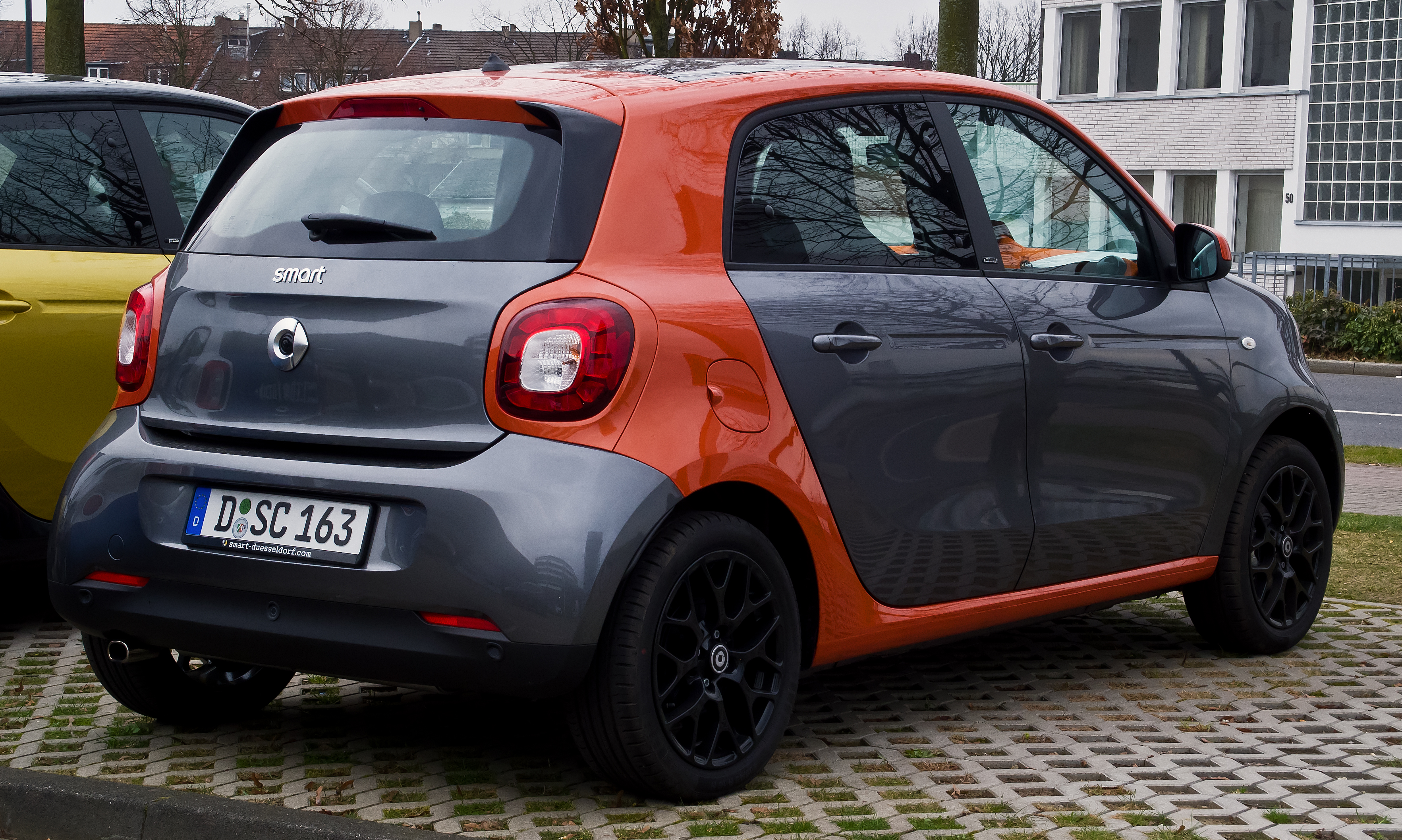
ForFour (W453), achteraanzicht
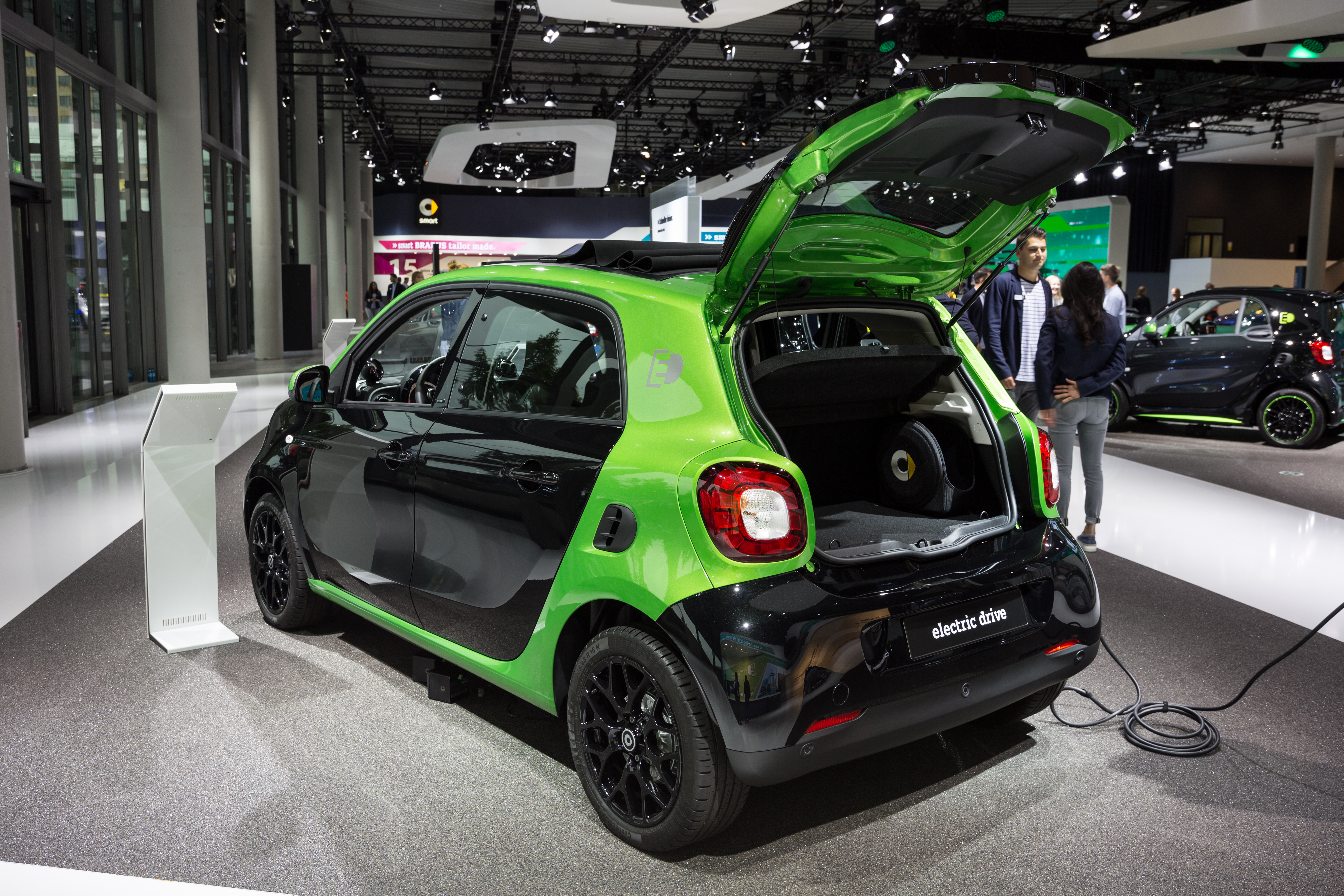
ForFour (W453) Electric drive